# Поляков, Иван Терентьевич
Иван Терентьевич Поляков (1 октября 1925, Большие Чапурники, Сталинградская губерния — 12 сентября 1969) — командир отделения управления 216-го гвардейского стрелкового полка (79-я гвардейская стрелковая дивизия, 8-я гвардейская армия, 1-й Белорусский фронт), гвардии старшина — на момент представления к награждению орденом Славы 1-й степени.

## Биография
Родился 1 октября 1925 года на хуторе села Большие Чапурники (ныне — Светлоярского района Волгоградской области).
Осенью 1942 года добровольцем пошел в военкомат и добился отправки в действующую армию.
6 августа 1944 года в бою в районе деревни Дембняк, Польша, заменил вышедший из строя расчет миномёта. Точным огнём уничтожил до 15 солдат и офицеров, подавил огневую точку. 23 августа 1944 года награждён орденом Славы 3-й степени.
25 января 1945 года в боях на висленском плацдарме Польша корректировал огонь артиллерии, миномётных батарей. 17 февраля 1945 года гвардии старшина Поляков Иван Терентьевич награждён орденом Славы 2-й степени.
Во время штурма Берлина 16 апреля — 2 мая 1945 года Поляков с отделением находился в боевых порядках наступающих стрелковых подразделений, корректируя огонь миномётов. 24 июня 1945 года участвовал в историческом Параде Победы на Красной площади в Москве.
Указом Президиума Верховного Совета СССР от 15 мая 1946 года за исключительное мужество, отвагу и бесстрашие, проявленные на заключительном этапе Великой Отечественной войны, гвардии старшина Поляков Иван Терентьевич награждён орденом Славы 1-й степени. Стал полным кавалером ордена Славы.
В 1947 году уволен в запас. Скоропостижно скончался 12 сентября 1969 года.